# Лобанова, Лилия Даниловна
Лоба́нова, Ли́лия Дани́ловна (30 июля 1922, Черкассы — 1992, Киев) — украинская советская оперная и камерная певица (лирико-драматическое сопрано), педагог, народная артистка Украинской ССР (1954).

## Биография
В 1948 году окончила Киевскую консерваторию по классу Клары Брун.
В 1948—1970 годах была солисткой Киевского театра оперы и балета.
С 1970 — преподаватель, доцент Киевской консерватории.

## Награды
- Два ордена Трудового Красного Знамени (30.06.1951[2] и 24.11.1960)

## Партии
- Дидона — «Энеида» Николая Лысенко
- Гелена — «Богдан Хмельницкий» Константина Данькевича
- Милана — «Милана» Георгия Майбороды
- Лиза — «Пиковая дама» Петра Чайковского
- Аида — «Аида» Джузеппе Верди и многие другие

Исполнение партии главной героини фильма-оперы «Наймичка» (1963)

## Мнения
Рассказывая о концерте, посвященном её памяти, в 1996 году газета «Зеркало недели» так написала о творческом кредо Лобановой:

«…К голосу, пусть даже самому прекрасному, певице необходима не только приобретенная музыкальность, а и врожденная музыкальная душа, внутренний огонь, который согревал бы это пение, делал его нежным, страстным, гневным, героическим или лирическим. Если всего этого вместе с контролем разума и сердца не будет, исполнение превратится в пение ради пения, что в вокальном искусстве равнозначно смерти»